# تناسین

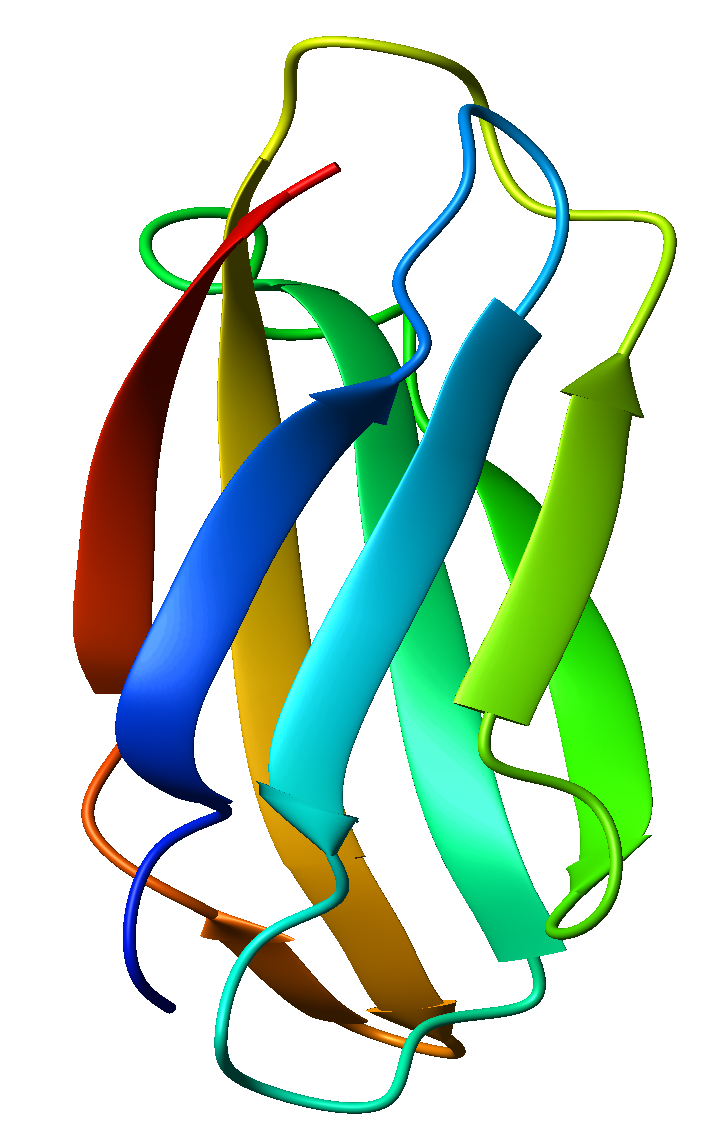
دومِـین فیبرونکتین نوع ۳ در تناسین انسانی از آبی (انتهای کربوکسیل) تا قرمز (انتهای آمینی).

تناسین‌ها (انگلیسی: Tenascin) گلیکوپروتئین‌های ماتریکس برون‌یاخته‌ای هستند که در رویان مهره‌داران به‌وفور یافت می‌شوند و در دوران پس از تولد هم، در جریان التیام زخم‌ها و همچنین در بسترهٔ چند نوع تومور یافت می‌شوند.

## انواع
- تناسین سی
- تناسین-آر
- تناسین ایکس